# Ladislav Totkovič
Ladislav Totkovič (Ružomberok, 12 de marzo de 1962-ibídem, 28 de enero de 2016) fue un jugador y entrenador de fútbol eslovaco.

## Biografía
Empezó jugando como futbolista en el FK Inter Bratislava, donde permaneció desde 1981 hasta 1990. Aunque no triunfó mucho como jugador, sí lo hizo como entrenador. Empezó en 2002 como segundo entrenador del MFK Ružomberok, y como entrenador de jóvenes del MFK Košice, aunque no fue hasta el año 2007 que debutó como primer entrenador, esta vez del FK Slovan Duslo Šaľa, donde permaneció por dos años. Dos temporadas estuvo también como entrenador del MFK Tatran Liptovský Mikuláš. Posteriormente fue el consejero deportivo del Harimau Muda de Malasia, segundo entrenador del FC Nitra, de nuevo del MFK Ružomberok y del FC Tatran Prešov. Este último, tras media temporada como segundo entrenador, finalmente se convirtió en el primero el 20 de noviembre de 2012. También entrenó al FC ViOn Zlaté Moravce y al Malacca FA de Malasia. En 2014 fue el segundo entrenador del Al-Ahly Benghazi de Libia, y el segundo entrenador del MFK Skalica hasta 2015.
Falleció el 28 de enero de 2016 a los 53 años de edad tras una corta enfermedad.

## Clubes

### Como futbolista
| Club                | País       | Año         |
| ------------------- | ---------- | ----------- |
| FK Inter Bratislava | Eslovaquia | 1981 - 1990 |

### Como entrenador
| Club                         | País       | Año         |
| ---------------------------- | ---------- | ----------- |
| FK Slovan Duslo Šaľa         | Eslovaquia | 2007 - 2009 |
| MFK Tatran Liptovský Mikuláš | Eslovaquia | 2009 - 2010 |
| FC Tatran Prešov             | Eslovaquia | 2012 - 2013 |
| FC ViOn Zlaté Moravce        | Eslovaquia | 2013 - 2014 |
| Malacca FA                   | Malasia    | 2014        |